# Zumra
Zumra je žensko osebno ime.

## Izvor imena
Ime Zumra je različica mislimanskega ženskega imena Zumreta.

## Pogostost imena
Po podatkih Statističnega urada Republike Slovenije je bilo na dan 31. decembra 2007 v Sloveniji število ženskih oseb z imenom Zumra: 51.

## Osebni praznik
V koledarju bi ime Zumra lahko uvrstili k imenu Marjeta.